# 高松機械工業
高松機械工業株式会社（たかまつきかいこうぎょう、Takamatsu Machinery Co., Ltd.）は、石川県白山市に本社を置く、CNC旋盤などを製造販売する企業である。

## 沿革
- 1948年（昭和23年）9月 - 高松鉄工所（たかまつてっこうじょ）を創業。
- 1961年（昭和36年）7月1日 - 高松機械工業株式会社を設立。
- 2001年（平成13年）2月21日 - 株式を店頭公開。
- 2006年（平成18年）4月21日 - 東京証券取引所2部上場。